# Iowa Stars
Iowa Stars byl profesionální americký klub ledního hokeje, který sídlil v Des Moines ve státě Iowa. V letech 2005–2009 působil v profesionální soutěži American Hockey League. Stars ve své poslední sezóně v AHL skončily v základní části. Své domácí zápasy odehrával v hale Wells Fargo Arena s kapacitou 15 181 diváků. Klubové barvy byly černá, červená, šedá a bílá.
Zanikl v roce 2009 přestěhováním do Austinu, kde byl založen tým Texas Stars. Klub byl během své existence farmami celků NHL. Jmenovitě se jedná o Dallas Stars, Edmonton Oilers a Anaheim Ducks.

## Historické názvy
Zdroj: 
- 2005 – Iowa Stars
- 2008 – Iowa Chops

## Umístění v jednotlivých sezonách
Stručný přehled
Zdroj: 
- 2005–2009: American Hockey League (Západní divize)

Jednotlivé ročníky
Zdroj: 
Legenda: Z - zápasy, V - výhry, VP - výhry v prodloužení, R - remízy, P - porážky, PP - porážky v prodloužení, VG - vstřelené góly, OG - obdržené góly, +/- - rozdíl skóre, B - body, fialové podbarvení - reorganizace, změna skupiny či soutěže
| USA / Kanada (2005 – 2009) |                      |        |    |    |    |   |    |    |     |     |     |    |        |             |
| Sezóny                     | Liga                 | Úroveň | Z  | V  | VP | R | PP | P  | VG  | OG  | +/- | B  | Pozice | Play-off    |
| 2005/06                    | AHL (Západní divize) | 2      | 80 | 41 | –  | – | 8  | 31 | 238 | 228 | +10 | 90 | 4.     | Osmifinále  |
| 2006/07                    | AHL (Západní divize) | 2      | 80 | 42 | –  | – | 4  | 34 | 221 | 231 | -10 | 88 | 4.     | Čtvrtfinále |
| 2007/08                    | AHL (Západní divize) | 2      | 80 | 35 | –  | – | 8  | 37 | 217 | 255 | -38 | 78 | 8.     | –           |
| 2008/09                    | AHL (Západní divize) | 2      | 80 | 33 | –  | – | 14 | 33 | 209 | 260 | -51 | 80 | 7.     | –           |